# Челларенго
Челларенго, Челларенґо (італ. Cellarengo, п'єм. Slarengh) — муніципалітет в Італії, у регіоні П'ємонт,  провінція Асті.
Челларенго розташоване на відстані близько 500 км на північний захід від Рима, 30 км на південний схід від Турина, 21 км на захід від Асті.
Населення — 727 осіб (2014).
Щорічний фестиваль відбувається 9 жовтня. Покровитель — San Firmino.

## Демографія
Населення за роками:

Станом на 1 січня 2023 року в муніципалітеті офіційно проживало 47 іноземців з 15 країн, серед них 24 громадяни країн Євросоюзу.

## Сусідні муніципалітети
- Ізолабелла
- Монта
- Поїрино
- Пралормо
- Вальфенера